# Nicolaas August Tonckens
Nicolaas August Tonckens (Elburg, 14 oktober 1867 - Wassenaar, 1 november 1931) was een Nederlandse burgemeester.

## Leven en werk
Tonckens was een zoon van de burgemeester van Elburg Wyncko Tonckens en Alida Blom. Hij studeerde rechten en promoveerde in 1893 aan de Universiteit van Utrecht. In april 1895 werd hij benoemd tot burgemeester van Staphorst. Per 1 januari 1901 werd hij benoemd tot burgemeester van het Overijsselse Hengelo. Deze functie vervulde hij 25 jaar. In juli 1926 moest hij om gezondheidsredenen zijn ontslag in dienen. Hij overleed ruim 5 jaar later op 64-jarige leeftijd in Wassenaar. Tonckens was Officier in de Orde van Oranje-Nassau.
Tonckens huwde op 7 juli 1896 te Zwolle met de aldaar geboren Elisabeth Eindhoven (1872-1962), dochter van de koopman Jacob Eindhoven en Johanna Reiniera Elisabeth Susanna van Hoboken; uit dit huwelijk werden drie zonen geboren.
- International Standard Name Identifier: 0000 0003 8793 2304
- Nederlandse Thesaurus van Auteursnamen: 072432640
- Virtual International Authority File: 280998416
- WorldCat: E39PBJtxh3MfMJCQYdrX4JhGpP